# Giuseppe Marchiori (critico)
Giuseppe Marchiori (Lendinara, 18 marzo 1901 – Lendinara, 5 dicembre 1982) è stato un critico d'arte italiano.
Critico d'arte e articolista, scrisse monografie e collaborò al Corriere Padano. Suoi epistolari sono conservati nella biblioteca di Lendinara. Fondatore nel 1946 della Nuova Secessione Artistica Italiana poi diventata Fronte nuovo delle arti che si sciolse nel 1950 a cui partecipano i pittori Renato Birolli, Emilio Vedova, Bruno Cassinari, Renato Guttuso, Antonio Corpora, Ennio Morlotti, Armando Pizzinato, Afro, Giuseppe Santomaso.

Fu anche pittore dilettante, tanto che la Fondazione Bevilacqua La Masa gli dedicò una mostra dal 26 ottobre 2001 al 13 gennaio 2002.
Fu promotore della X Biennale del Bronzetto e della piccola scultura di Padova.

## Opere
- (a cura di), Scultura italiana dell'Ottocento, Arnoldo Mondadori Editore, Biblioteca Moderna Mondadori, vol. 636, Sezione Arti figurative, 1960